# HFX Wanderers Football Club
O HFX Wanderers Football Club, normalmente conhecido como HFX Wanderers, e também falado como Halifax Wanderers, é um clube canadense de futebol profissional sediado em Halifax, Nova Escócia. O clube compete na Canadian Premier League, iniciando na temporada inaugural de 2019 e tem como estádio de casa no Wanderers Grounds.

## História
Em dezembro de 2016, o proprietário do Sports & Entertainment Athletic, Derek Martin, reuniu-se com funcionários Canadian Premier League para discutir o lançamento de uma franquia em Halifax. Martin lançou a ideia de um estádio pop-up para os vereadores de Halifax em março de 2017, e a aprovação foi dada três meses depois.
 Em 5 de maio de 2018, Halifax foi um dos quatro grupos aceitos pela Associação Canadense de Futebol para a afiliação ao clube profissional.
O HFX Wanderers FC foi oficialmente revelado em 25 de maio de 2018, como a terceira equipe a ingressar na Canadian Premier League. Além de confirmar seu lugar na liga para a temporada de lançamento de 2019, o clube também revelou seu brasão, cores e branding.
Em 28 de julho de 2018, o HFX Wanderers FC jogou sua primeira partida, um amistoso contra o time sub-21 do Fortuna Düsseldorf no Wanderers Grounds. O time venceu nos pênaltis após uma pontuação de 2 a 2 no tempo regulamentar. O público foi de 4.809 pessoas.
Eles jogaram seu primeiro jogo na liga em 28 de abril de 2019, com uma derrota fora de casa para Pacific FC.

## Estádio
O clube joga seus jogos em casa no (Terrenos dos Andarilhos) Wanderers Grounds. O estádio modular terá inicialmente uma capacidade de 6.500 espectadores. O design do estádio permitirá que ele seja expandido conforme necessário para o crescimento futuro.
O Wanderers Grounds é um campo de esportes existente desde o Século 19, foi usado durante a história para a disputa de Rugby, Críquete, Futebol e Lawn bowls. Foi o lar do "Wanderers Amateur Athletic Club", um clube esportivo amador o qual o HFX Wanderers recebe o nome.

## Crista e cores
A forma do brasão se inspira na Halifax Citadel, localizada perto do estádio do clube. O escudo também inclui a Ponte Angus L. Macdonald, que liga a Península de Halifax e Dartmouth, e uma âncora para representar o Oceano Atlântico e o Porto de Halifax.
Por baixo do nome do clube lê-se o lema gaélico escocês, "Ar Cala, Ar Dachaigh e Ar n-Anam", que se traduz em Nosso Porto, Nosso Lar, Nossa Alma. O gaélico escocês é usado para significar que a Nova Escócia é um dos poucos lugares onde a língua ainda é falada.
O brasão foi criado pelo designer gráfico canadense Mark Guilherme base em consultas e feedback de reuniões com apoiadores, líderes da cidade de Halifax e moradores locais.
As cores oficiais do clube são marinho, cinza e ciano (marcado pelo clube como "porto azul", "cinza naval" e "oceano aquático"). Essas cores simbolizam o céu noturno, a Marinha Real Canadense e o Oceano Atlântico.

## Campanhas de destaque
- Canadian Premier League
  - Vice-Campeão: Canadian Premier League: 2020

## Uniformes

### 1.º Uniforme
| 2019 | 2020 |

### 2.º Uniforme
| 2019 | 2020 |

## Cultura do clube

### Apoiadores
O primeiro grupo de torcedores a fazer lobby para uma equipe do Halifax se juntar à Canadian Premier League foi fundado em setembro de 2016 sob o nome Wanderers SG. No evento de lançamento para revelar a identidade da HFX Wanderers, os apoiadores anunciaram que estavam mudando seu nome para Privateers 1882 para que o clube continuasse com o nome Wanderers. O 1882 significa o ano de formação do Wanderers Amateur Athletic Club, que anteriormente competiu no Wanderers Grounds. 'Privateers' refere-se à história do corso na região, assim como a popular música regional Barrett's Privateers.

## Elenco atual
Atualizado em 07 de abril de 2022.

### Jogadores emprestados
Atualizado em 06 de abril de 2022.

#### Para outras equipes
| N.º | Posição       | Nome           | Equipe      |
| --- | ------------- | -------------- | ----------- |
| —   | Defensor      | Ousman Maheshe | FC Edmonton |
| —   | Meio-campista | C. J. Smith    | FC Edmonton |
| —   | Defensor      | Wesley Timoteo | FC Edmonton |

## Administração atual
Atualizado em 13 de março de 2022.
| Comissão Técnica      | Comissão Técnica     |
| --------------------- | -------------------- |
| Técnico               | Stephen Hart         |
| Assistente técnico    | Alejandro Dorado     |
| Treinador de goleiros | Jan-Michael Williams |
| Direção               |                      |
| Diretor geral         | Stephen Hart         |
| Presidente            | Derek Martin         |